# Festival du cinéma américain de Deauville 2018
Le Festival du cinéma américain de Deauville 2018, la 44e édition du festival, s'est déroulé du 31 août au 9 septembre 2018.

## Déroulement et faits marquants
Le 13 juillet 2018, est annoncé la composition du jury dont la présidente sera Sandrine Kiberlain.
Le prix Nouvel Hollywood fait son retour (il a été créé en 2015), récompensant des étoiles montantes du cinéma américain est remis aux actrices Elle Fanning et Shailene Woodley.
Un nouvel hommage est créé : le Deauville Talent Award, qui récompense cette année l'Américaine Sarah Jessica Parker, l'Anglaise Kate Beckinsale, et l'Australien Jason Clarke.
Le 23 août 2018, le programme complet est dévoilé. Morgan Freeman y recevra un hommage.
Le palmarès est dévoilé le 8 septembre 2018. Le Grand prix est décerné à Thunder Road de Jim Cummings. Le Prix du jury est remis à American Animals de Bart Layton et Long Way Home (Night Comes On) de Jordana Spiro. Blindspotting de Carlos Lopez Estrada reçoit le Prix de la critique internationale. Le Prix du public va à Puzzle de Marc Turtletaub,.

## Jurys

### Jury de la compétition officielle
- Sandrine Kiberlain (présidente du jury) : actrice  France
- Sabine Azéma : actrice  France
- Alex Beaupain : auteur-compositeur-interprète  France
- Leila Bekhti : actrice  France
- Stéphane Brizé : réalisateur  France
- Sara Giraudeau : actrice  France
- Xavier Legrand : réalisateur  France
- Pierre Salvadori : réalisateur  France
- Leïla Slimani : romancière  France  Maroc

### Jury de la Révélation
- Cédric Kahn (président du jury) : réalisateur  France
- Hubert Charuel : réalisateur  France
- François Civil : acteur   France
- Karim Leklou : acteur  France
- Kate Moran : actrice  France

## Sélection

### Ouverture
- Le Secret des Kennedy (Chappaquiddick) de John Curran

### Clôture
- Operation Finale de Chris Weitz

### La Compétition
- American Animals de Bart Layton
- Blindspotting de Carlos López Estrada
- Dead Women Walking de Hagar Ben-asher
- Diane de Kent Jones
- Friday's Child de A.J. Edwards
- Leave No Trace de Debra Granik
- Monsters and Men de Reinaldo Marcus Green et Kris Bowers (en)
- Nancy de Christina Choe
- Long Way Home (Night Comes On) de Jordana Spiro et Taylor Levy
- Puzzle de Marc Turtletaub
- The Kindergarten Teacher de Sara Colangelo
- The Tale de Jennifer Fox
- Thunder Road de Jim Cummings
- We the Animals de Jeremiah Zagar

### Les Premières
- Arctic de Joe Penna
- Galveston de Mélanie Laurent
- Harry Potter à l'école des sorciers de Chris Columbus
- Here and Now de Malcolm Jamieson, Javier Aguirresarobe, Fabien Constant et Amie Doherty
- Hot Summer Nights d'Elijah Bynum
- Le Secret des Kennedy (Chappaquiddick) de John Curran
- Les Frères Sisters (The Sisters Brothers) de Jacques Audiard
- Only the Brave de Joseph Kosinski
- Operation Finale de Chris Weitz
- Ophelia de Claire McCarthy
- Peppermint de Pierre Morel
- Searching : Portée disparue d'Aneesh Chaganty

### Les Docs de l'Oncle Sam
- Elvis Presley: The Searcher de Thom Zimny
- HAL d'Amy Scott
- Nice Girls don't stay for Breakfast de Bruce Weber
- RGB - Ruth Bader Ginsburg de Betsy West et Julie Cohen
- Be Natural : l'histoire cachée d'Alice Guy-Blaché (Be Natural: The Untold Story of Alice Guy-Blaché) de Pamela B. Green
- The Great Buster: A Celebration de Peter Bogdanovich
- Whitney de Kevin Macdonald

## Hommages
Hommage
- Morgan Freeman : acteur  États-Unis

Deauville Talent Award
- Sarah Jessica Parker : actrice  États-Unis
- Kate Beckinsale : actrice  Royaume-Uni
- Jason Clarke : acteur  Australie

Le Nouvel Hollywood
- Elle Fanning : actrice  États-Unis
- Shailene Woodley : actrice  États-Unis

## Palmarès
- Grand prix : Thunder Road, de Jim Cummings[5]
- Prix du jury : American Animals, de Bart Layton, et Long Way Home (Night Comes On), de Jordana Spiro[5]
- Prix de la critique internationale : Blindspotting, de Carlos Lopez Estrada[5]
- Prix Kiehl's de la Révélation : We the Animals, de Jeremiah Zagar
- Prix du public : Puzzle, de Marc Turtletaub[5]
- Prix d'Ornano-Valenti : Les Chatouilles, d'Andréa Bescond et Éric Métayer[5]